# M.A. van den Hout & Zonen N.V.

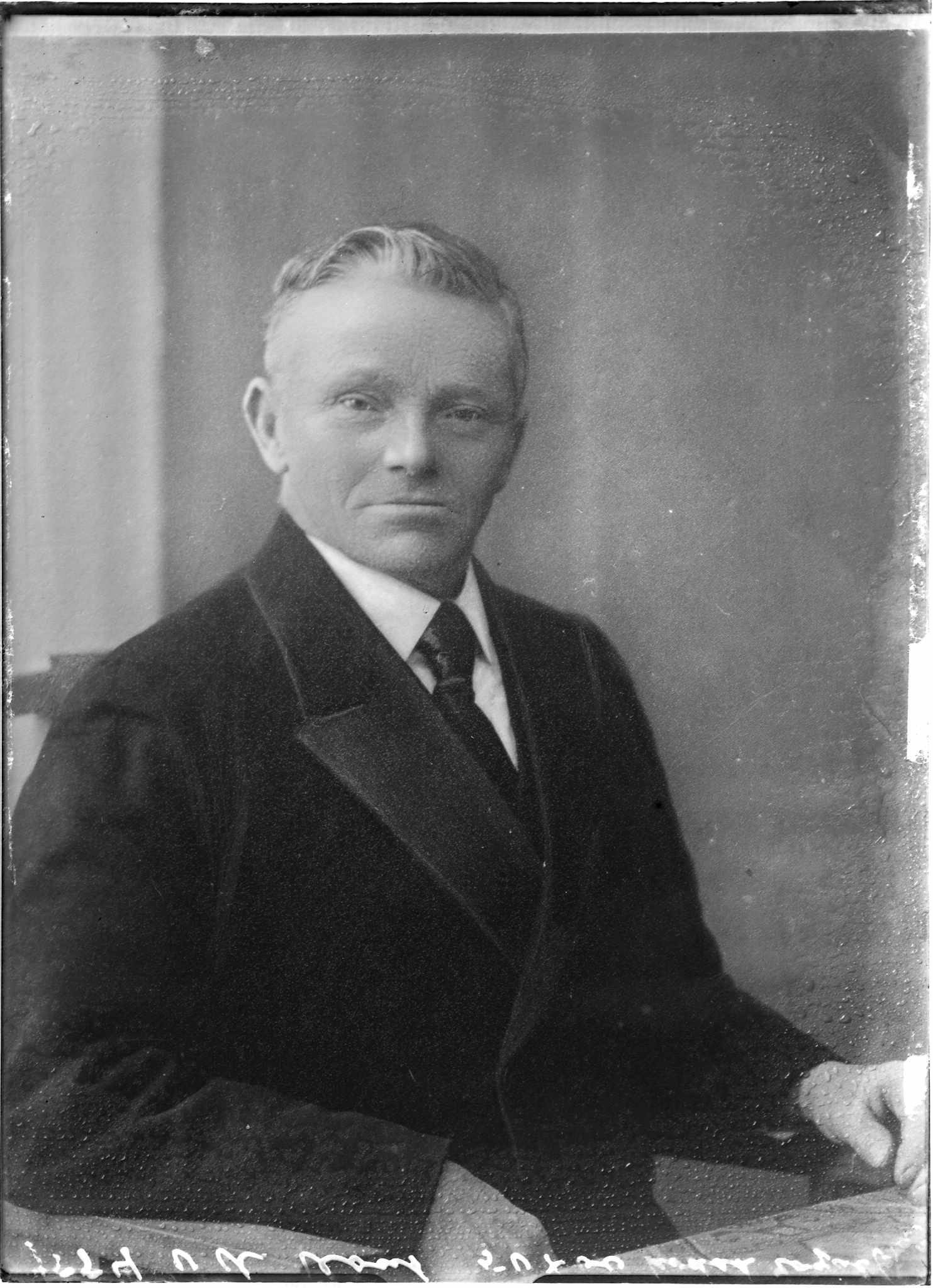
Portret van de koopman Machiel Adrianus van den Hout.

M.A. van den Hout & Zonen N.V. was van 1904 tot 1974 een Nederlandse handelsfirma waarvan het hoofdkantoor was gevestigd in Zwijndrecht.

## Geschiedenis

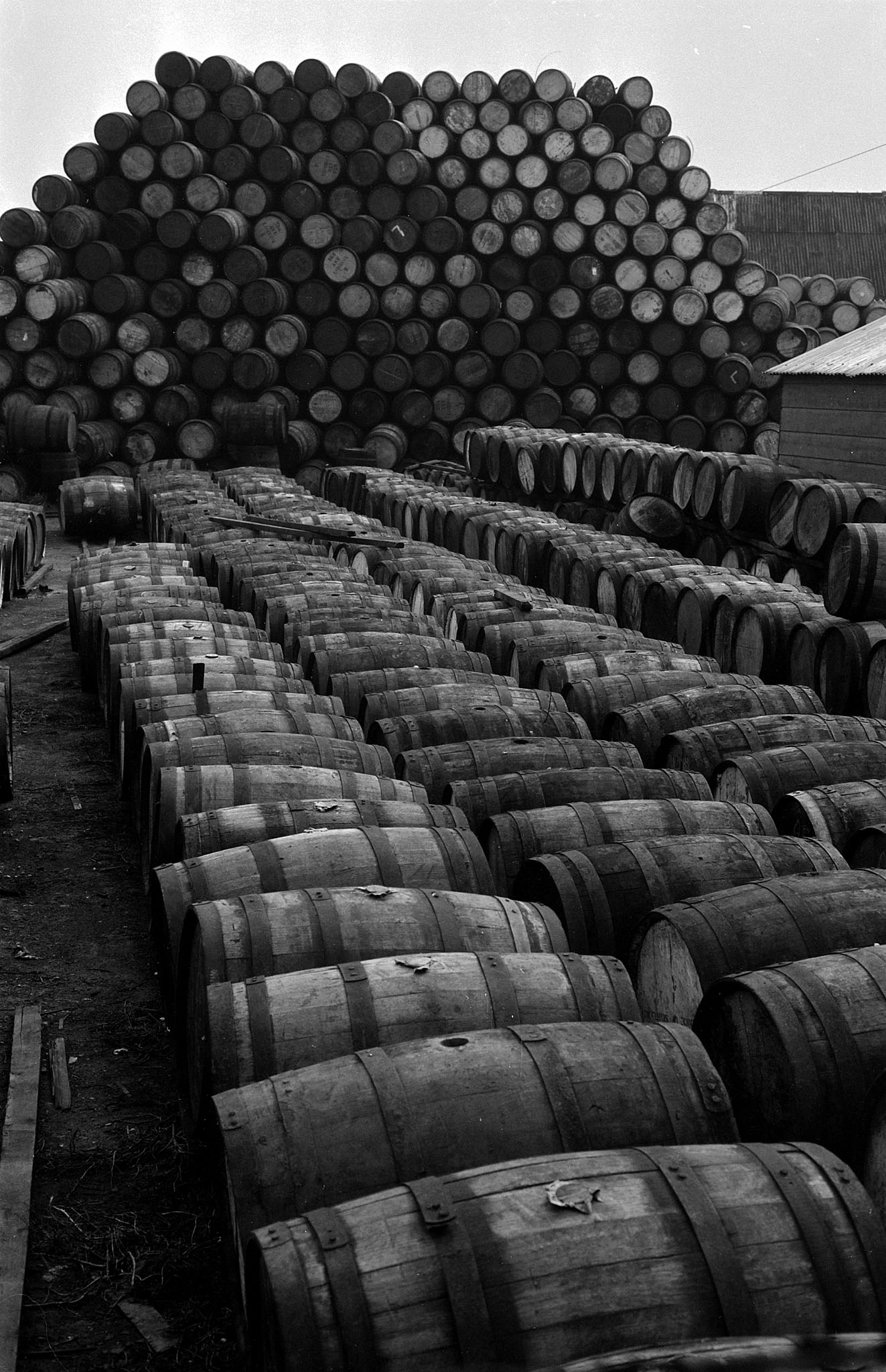
Tientallen conservenvaten voor de opslag van groente- en fruit.

De firma werd in 1904 opgericht door Machiel Adrianus van den Hout (1863-1931), die begon met het verkopen van diverse soorten groenten, fruit, planten en zaden. 
De eerste jaren groeide de omzet aanzienlijk, enige tijd was de firma Nederlands grootste exporteur van groenten en fruit naar Duitsland.
In 1926 werd een nieuw kantoorpand geopend naast het vernieuwde terrein van de Zwijndrechtse groente- en fruitveiling, waar zowel de directie zetelde als het overige personeel dat betrokken was bij de opslag en het vervoer van de goederen.
In diezelfde tijd breidde de firma zijn werkzaamheden uit. Naast de export van groente, fruit en andere waren specialiseerde ze zich in het conserveren en (duurzaam) verwerken van goederen. Om ruimte te bieden voor het uitvoeren van deze werkzaamheden opende de firma nieuwe filialen in de regio, waaronder in Dordrecht, Oosterhout en Rucphen.

### Opsplitsing
Na het overlijden van Machiel Adrianus van den Hout in 1931 namen de vier oudste zonen, te weten: Pieter Johannes, Klaas Dirks, Machiel Adrianus jr. en Dirk Pieter plaats in het bestuur van het familiebedrijf. Door onderlinge conflicten werd er besloten om de firma op te splitsen: Pieter Johannes kreeg de inmakerij en conservenfabrieken en Klaas Dirks de groothandel in groente- en fruit, die verder zou gaan onder de naam K.D. van den Hout & Co N.V..  Dirk Pieter en Machiel Adrianus jr. werden uitgekocht.

### Bloeiperiode
Na de splitsing kenden beide firma’s een bloeiperiode. Bij de conservenfabrieken werkten op enig moment meer dan 1000 seizoenarbeiders en thuiswerkers. Daarnaast exporteerde K.D. van den Hout & Co goederen naar onder andere België, Duitsland, het Verenigd Koninkrijk, Frankrijk en Zwitserland via de weg, het spoor en het water. De bedrijven vervulde een spilfunctie en genoten naamsbekendheid in de regio.

### Faillissement
Door toenemende woningbouw en daardoor een afname van landbouwgrond rondom Zwijndrecht was de Groente- en Fruitveiling Zwijndrecht en Omstreken in de jaren 70 genoodzaakt haar deuren te sluiten en overige handelsactiviteiten te verplaatsen naar Barendrecht. Hiermee verloor Zwijndrecht haar centrale positie in de regionale groente- en fruithandel. De Zwijndrechtse firma's werden uiteindelijk rond dezelfde tijd failliet verklaard.